# Kiruna försvarsområde

Kiruna försvarsområdes vapen åren 1942–1975 (samma som Kiruna kommun

Kiruna försvarsområde (Fo 66) var ett försvarsområde inom svenska armén som verkade i olika former åren 1942–1997. Försvarsområdesstaben var förlagd i Kiruna garnison i Kiruna.

## Historik
Kiruna försvarsområde bildades den 1 oktober 1942 och var direkt underställd militärbefälhavaren för VI. militärområdet. Åren från dess bildande fram till den 30 juni 1961 var staben gemensam med Jokkmokks försvarsområde, vilken den 1 juli 1961 blev gemensam med staben för Bodens försvarsområde. I samband med att jägarbataljon vid Norrbottens regemente avskiljdes och den 1 juli 1945 bildade det självständiga förbandet Arméns jägarskola (AJS), fick jägarskolan gemensam stab med försvarsområdesstaben i Kiruna.
I samband med OLLI-reformen, vilken genomfördes inom försvaret åren 1973 och 1975, bildades A-förband samt B-förband. A-förbanden var regementen som tillfördes ansvaret för ett försvarsområde, och med det blev ett försvarsområdesregemente. Försvarsområdesregementet tillfördes samtidigt mobiliserings- och materialansvaret inom försvarsområdet, och B-förbanden svarade endast som ett utbildningsförband. I Kungl, Maj:ts proposition 1974:135 ansåg överbefälhavaren att det i även fortsättningen skulle finnas en försvarsområdesstab i Kiruna, i syfte i krig leda underställda förband på det sätt som gäller för rörliga staber på denna nivå. Därmed föreslog en sammanslagning av Arméns jägarskola och försvarsområdesstaben. Genom överbefälhavarens förslag föreslog Chefen för armén att Arméns jägarskola efter integration med staben för Kiruna försvarsområde (Fo 66) skulle få namnet Lapplands jägarregemente (I 22). Den 1 juli 1975 bildades försvarsområdesregementet Lapplands jägarregemente (I 22/Fo 66). Detta medförde att Lapplands jägarregemente blev ett A-förband, och fick det samlade mobiliserings- och materialansvaret som ensamt förband inom Kiruna försvarsområde.
Inför försvarsbeslutet 1996 föreslogs en ny försvarsområdesindelningen, vilket innebar att tre försvarsområdesstaber inom Norra militärområdet (Milo N) i skulle avvecklas den 31 december 1997. De tre staber som föreslogs för avveckling återfanns i Kalix, Kiruna och Östersund. Gällande staberna i Kalix och Kiruna föreslogs det att ombilda dem till gränsjägarstaber med uppgift att leda markstrid.
Från den 1 januari 1998 integrerades Kiruna försvarsområde (Fo 66) tillsammans med Kalix försvarsområde (Fo 67) i Bodens försvarsområde (Fo 63). Då det nya försvarsområdet geografiskt omfattade hela Norrbottens län antog försvarsområdet det nya namnet Norrbottens försvarsområde (Fo 63).

## Förläggningar och övningsplatser
Från att staben bildades förlades den till Hjalmar Lundbohmsgården på Ingenjörgatan 2 i Kiruna. Från den 1 juli 1945 förlades staben till det område som kom att utgöra förläggning till Arméns jägarskola och från 1975 Lapplands jägarregemente.

## Förbandschefer
Förbandschefen var tillika försvarsområdesbefälhavare åren 1942–1997. Åren 1945–1975 hade försvarsområdet gemensam chef och stab med Arméns jägarskola. Åren 1975–1997 var försvarsområdesstaben integrerad i Lapplands jägarregemente, samt åren 1998–2000 som en gränsjägarstab. Försvarsområdesbefälhavaren var tillika regementschef, försvarsområdesbefälhavare.

- 1942–1944: Överstelöjtnant Evert Cavalli
- 1944–1946: Överste Anders Engelbrekt Flodström
- 1946–1958: Överste Nils Hjalmar Jonson
- 1958–1964: Överste Tore Wigforss
- 1964–1973: Överste Nils de Verdier
- 1973–1979: Överste Åke Clarence Jonsson
- 1979–1984: Överste Leif Nilsson
- 1984–1989: Överste 1. graden Sören Jansson
- 1989–1997: Överste av 1. graden Björn Lundquist

## Namn, beteckning och förläggningsort
| Kiruna försvarsområde | 1942-10-01 | – | 1997-12-31 |

| Fo 66 | 1942-10-01 | – | 1997-12-31 |

| Kiruna garnison/Ingenjörsgatan 2 (F) | 1942-10-01 | – | 1946-06-30 |
| Kiruna garnison/Lappgatan (F)        | 1946-07-01 | – | 1997-12-31 |